# Schradera
Schradera là một chi thực vật có hoa trong họ Thiến thảo (Rubiaceae).

## Loài
Chi Schradera gồm các loài: